# Sulechów
Sulechów (in tedesco Züllichau) è un comune urbano-rurale polacco del distretto di Zielona Góra, nel voivodato di Lubusz.
Ricopre una superficie di 236,66 km² e nel 2019 contava 26.588 abitanti.